# Mniów
Mniów is een dorp in de Poolse woiwodschap Święty Krzyż. De plaats maakt deel uit van de gemeente Mniów en telt 2800 inwoners.

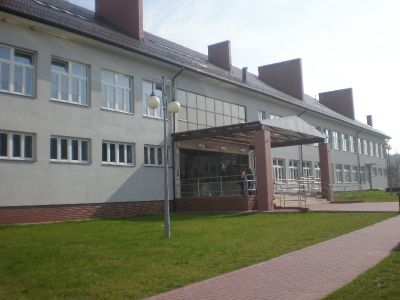
School in Mniów
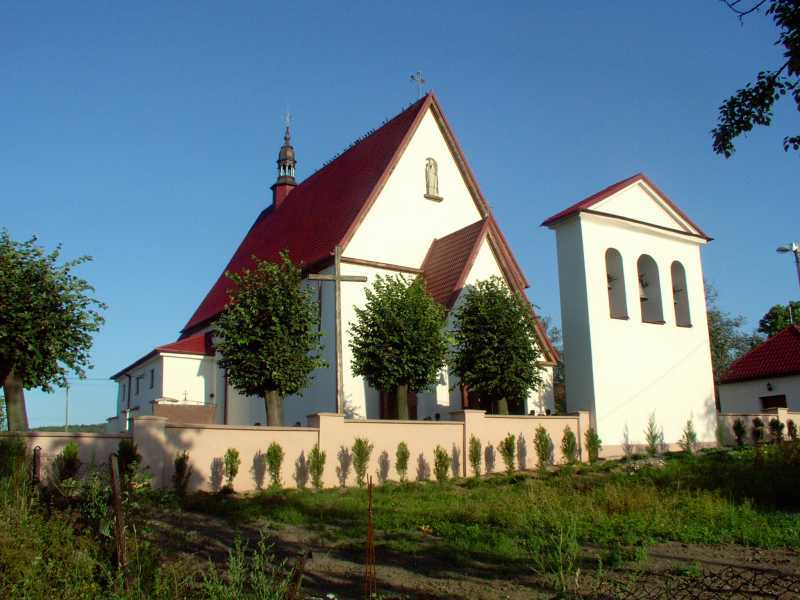
Kerk in Mniów